# Музеј аутомобила (Београд)
Музеј аутомобила је београдски музеј заједнички основан 1994. године од стране Скупштине града Београда и колекционара аутомобила Братислава Петковића, власника старе посластичарнице Петковић код Палилулске пијаце.
Музеј се налази у реновираној згради старе гараже, прве јавне гараже на Балкану, која је изграђена 1929. године по плановима Валерија Сташевског, руског архитекте.
У Музеју је смештено стотинак аутомобила, од обичних путничких, преко луксузних до тркачких и сва су у возном стању. Најстарији је француски трицикл Марот-кардон, из 1897. године, возило на три точка, са дрвеном каросеријом и седиштем за две особе. У збирци је и француски Шарон из 1908. године, са дрвеним паоцима на точковима и луксузном дрвеном каросеријом типа Ландолет, затим Форд модел Т из 1925. године, Ланча Ламбда из 1925. године, Бјуик Опера купе из 1929. године, BMW 327/328 из 1938. године итд. Ту је и Кадилак из 1957. године, у коме се често возио Јосип Броз Тито. Најновији експонат је ферари из 1978. године.
Музеј аутомобила поседује и неколико возила (углавном немачких ратних џипова) која се изнајмљују за потребе снимања филмова.
У музеју се, поред аутомобила, налазе и први саобраћајни прописи и закони из Србије, регистарске таблице, алат, стари паркинг сатови и литература из области саобраћаја и аутомобилизма.
Према подацима којима располаже музеј први аутомобил је стигао у Београд априла 1903. године.

## Галерија
- Ранија зграда Музеја аутомобила, до враћања власницима кроз реституцију
- Возило из серије Мућке